# David Friedrich von Braunschweig
David Friedrich von Braunschweig (geb. 23. November 1744 in Jagow im Kreis Pyritz in Pommern; gest. 1. Juli 1809 in Seegenfelde im Kreis Friedeberg Nm.) war ein preußischer Capitain und Landrat.

## Leben und Herkunft
David Friedrich von Braunschweig war Angehöriger des pommerschen Adelsgeschlechtes von Braunschweig und der Sohn von David Vincenz von Braunschweig (1711–1763), Erbherr auf Jagow und Landrat des Kreises Pyritz von 1750 bis 1759. Seine Mutter war Auguste Friderike (1709–1753), geb. von Wedel aus dem Hause Fürstensee. David Friedrich trat zunächst in die preußische Armee ein und stieg im Dragonerregiment von Wulffen bis zum Rang eines Leutnants auf. Im Jahr 1773 wurde er wegen seines blöden Gesichts „[sic]“ vom Militärdienst mit dem Charakter eines Capitains verabschiedet. 1781 wurde er von den Ständen zum Nachfolger von Anton Gottlieb von der Goltz als Landrat des Kreises Friedeberg Nm. gewählt. Im Oktober 1781 teilte man ihm mit, dass er das Große Examen ablegen möge. Am 8. Dezember des Jahres durchlief er in Anwesenheit des Ministers von Blumenthal sein Rigorosum, jedoch konnte er seine Kenntnisse nicht befriedigend darstellen. Aus diesem Grund wurde zunächst kein Prüfungsattest ausgestellt, stattdessen sollte er sich von einem erfahrenen Kollegen in die Amtsgeschäfte einführen lassen. Letztlich wurde er dann doch offiziell am 13. Dezember 1781 zum Landrat ernannt. Er amtierte bis Mai 1806 „nach Kräften und mit guter Moral“ als Landrat im Kreis Friedeberg Nm. und wurde erst dann von George Ernst Heinrich von Schönebeck abgelöst.

## Persönliches
David Friedrich von Braunschweig war Erbherr auf dem Gut Seegenfelde, das zu dieser Zeit einen Wert von 20.000 Talern hatte. Er war mit Juliane Friederike (1749–1806), geb. von Beneckendorf, verheiratet. Die Tochter aus dieser Ehe war Henriette Wilhelmine Auguste (1776–1850). Sie war seit 1795 mit dem preußischen Leutnant Ernst Georg von Oertzen verheiratet.